# Paul W. Thurner
Paul W. Thurner (* 1963) ist ein deutscher Politikwissenschaftler.

## Leben
Er erwarb 1991 an der Universität Passau den M.A. in Politikwissenschaft, Soziologie und Geschichte, promovierte 1995 an der Universität Mannheim in Politikwissenschaft und wurde dort 2004 auch habilitiert. Seit 2008 ist er Professor für Empirische Politikforschung und Policy Analysis an der Ludwig-Maximilians-Universität München.

## Schriften (Auswahl)
- Estimating the parameters of a spatial voting model with multiattribute random utility models. An empirical analysis of the 1990 Bundestag election. Mannheim 1996.
- Wählen als rationale Entscheidung. Die Modellierung von Politikreaktionen im Mehrparteiensystem. München 1998, ISBN 3-486-56340-8.
- mit Franz Urban Pappi: Causes and effects of coalition preferences in a mixed-member proportional system. Mannheim 1999.
- Die graduelle Konstitutionalisierung der Europäischen Union. Eine quantitative Fallstudie am Beispiel der Regierungskonferenz 1996 . Tübingen 2006, ISBN 978-3-16-148852-8.